# Leandro Salvagno
Leandro Salvagno (ur. 13 listopada 1983 w Colonii) – urugwajski wioślarz, reprezentant Urugwaju w wioślarskiej jedynce podczas Letnich Igrzysk Olimpijskich w Pekinie.

## Osiągnięcia
- Mistrzostwa Świata – Mediolan 2003 – czwórka podwójna – 17. miejsce[1].
- Igrzyska Olimpijskie – Ateny 2004 – jedynka – 20. miejsce[1][2].
- Igrzyska Olimpijskie – Pekin 2008 – jedynka – 19. miejsce[1][2].